# La Reine des damnés (roman)
Pour les articles homonymes, voir La Reine des damnés.
La Reine des damnés (titre original : Queen of the Damned) est un roman d'Anne Rice paru en 1988, troisième volet de la série Chroniques des vampires.

## Résumé
Lestat, vampire libertin et provocateur s'improvise chanteur de rock. Les autres immortels le traquent car le « prince insolent » dévoile dans ses chansons nombre de secrets liés à l'existence des vampires et à leur origine.
Lestat organise un concert et celui-ci va servir de catalyseur à toute l'action du livre. De plus, ce concert a déjà eu lieu dans l'opus précédent, mais cette fois-ci, Anne Rice alterne les différents points de vue. On se retrouve tour à tour dans les pensées d'Armand, de Khayman, de Jesse et d'autres. La tension est à son comble quand Lestat termine le concert, alors que les autres immortels se lancent à sa poursuite pour le détruire.
Mais Lestat est sauvé par l'intervention d'Akasha, qui est sortie de son sommeil plurimillénaire grâce à la musique rock « à réveiller les morts » de celui que l'on surnomme le prince insolent.
Akasha, qui a entrepris un génocide planétaire des vampires, épargne ceux qui sont de près ou de loin liés à Lestat.
Dans la seconde partie du roman, Akasha révèle ses terribles intentions à Lestat : elle veut supprimer la quasi-totalité des mâles de l'espèce humaine pour mettre fin à la violence et ériger une civilisation féminine.
Les vampires survivant se réunissent et Maharet conte aux autres l'Histoire des Jumelles. Elle révèle ainsi l'origine des vampires, à l'origine un accident malencontreux.
Dans l'Égypte antique, un esprit maléfique nommé Amel, assoiffé de sang humain a fusionné avec le corps d'Akasha, lui offrant ainsi des pouvoirs surnaturels.
Pendant ce temps, Akasha met en œuvre son projet, et malgré les protestations de Lestat, incite les femmes à se rebeller contre les hommes.
Finalement, Akasha accède à la requête de Lestat et ils s'en vont rencontrer les autres vampires. Après une confrontation verbale avec les survivants, qui lui démontrent l'absurdité barbare de son projet, Akasha est tuée par Mekare, la sœur jumelle de Maharet, qui accomplit ainsi son serment. Elle s'empare ensuite du Noyau Sacré des vampires, contenu dans le cœur et le cerveau d'Akasha et devient ainsi la nouvelle reine des damnés.

## Personnages
- Lestat de Lioncourt, l'éternel héros des Chroniques des Vampires d'Anne Rice, vampire créé par Magnus.
- Jessica Reeves, surnommée Jesse, est un membre du Talamasca, une société secrète qui observe et consigne les évènements paranormaux et surnaturels.
- Maharet, une très ancienne vampire, la mystérieuse tante de Jesse.
- Mekare, sœur jumelle de Maharet, elle aussi, très ancienne vampire.
- Mael, déjà vu dans Lestat le vampire, le druide vampire qui a capturé Marius afin de faire de lui un vampire.
- Khayman, un vampire du premier sang, transformé par Akasha et créateur de Maharet et de Mekare, mais aussi celui qui est à l'origine de la lignée dont Jesse est l'aboutissement (à la suite du viol des jumelles ordonné par Enkil).
- David Talbot, le supérieur général du Talamasca.
- Armand, un ancien adolescent, transformé en vampire par Marius et que l'on retrouve dans les deux romans Entretien avec un vampire et Lestat le vampire.
- Daniel Malloy, le journaliste du roman Entretien avec un vampire, transformé en vampire par Armand.
- Akasha, la reine des damnés, la vampire la plus puissante au monde.
- Enkil, le premier homme transformé en vampire par Akasha, époux de celle-ci.
- Marius, un vampire romain, qui a transformé en vampire Armand et qui est le maître à penser de Lestat.
- Gabrielle de Lioncourt, la mère de Lestat, elle aussi vampire, a reçu le « don ténébreux » par son fils.
- Louis de Pointe du Lac, narrateur et héros du roman Entretien avec un vampire, c'est Lestat qui en a fait un vampire.

## Adaptation
Le roman fut adapté en 2000 : La Reine des damnés est un film réalisé par Michael Rymer pour la Warner. Le casting est totalement différent de celui d' Entretien avec un vampire.